# Stemodia flaccida
Stemodia flaccida är en grobladsväxtart som beskrevs av W.V. Fitzg.. Stemodia flaccida ingår i släktet Stemodia och familjen grobladsväxter. Inga underarter finns listade i Catalogue of Life.